# Alexander Pusch
Alexander Pusch (n. 15 mai 1955, Tauberbischofsheim, Republica Federală Germania, Germania) este un scrimer german, medaliat olimpic. A participat la 3 ediții ale Jocurilor Olimpice (1976, 1984, 1988) în care a câștigat o medalie de aur, o medalie de argint.